# السوق القديم (محافظة العيص)
السوق القديم، قرية من قرى محافظة العيص، والتابعة لمنطقة المدينة المنورة في السعودية.